# Закон Малюса
Закон Малю́са — физический закон, выражающий зависимость интенсивности линейно-поляризованного света после его прохождения через поляризатор от угла {\displaystyle \varphi } между плоскостями поляризации падающего света и поляризатора. Говорит о том, что интенсивность плоскополяризованного света в результате прохождения плоскополяризующего фильтра падает пропорционально квадрату косинуса угла между плоскостями поляризации входящего света и фильтра.
{\displaystyle I=kI_{0}\cos ^{2}\varphi \;}
где {\displaystyle I_{0}} — интенсивность падающего на поляризатор света, {\displaystyle I} — интенсивность света, выходящего из поляризатора, {\displaystyle k} — коэффициент прозрачности поляризатора, {\displaystyle \varphi } — угол между разрешенным направлением поляризатора и направлением поляризации входного света. 
Установлен Э. Л. Малюсом в 1810 году.
В релятивистской форме
{\displaystyle I={\frac {I_{0}}{4}}\cdot \left({\frac {\omega ^{\prime }}{\omega }}\right)^{2}\cdot \left({\frac {\omega }{\omega ^{\prime }}}+{\frac {\omega ^{\prime }}{\omega }}-2+4\cos ^{2}\varphi \right)}
где {\displaystyle \omega } и {\displaystyle \omega ^{\prime }} — циклические частоты линейно поляризованных волн, падающей на поляризатор и вышедшей из него.
Свет с иной (не линейной) поляризацией может быть представлен в виде суммы двух линейно-поляризованных составляющих, к каждой из которых применим закон Малюса. По закону Малюса рассчитываются интенсивности проходящего света во всех поляризационных приборах, например в поляризационных фотометрах и спектрофотометрах. Потери на отражение, зависящие от {\displaystyle \varphi } и не учитываемые законом Малюса, определяются дополнительно.